# 쿠스코 (밴드)
쿠스코(Cusco)는 미카엘 홀름과 크리스티앙 슐츠를 중심으로 구성된 독일의 뉴에이지 음악 그룹이다. 주로 지구의 자연환경, 고대 문명 등을 특유의 신시사이저 음색으로 구성했다. 대한민국에서는 지구레코드에서 초기 음반들을 정식 수입해 큰 인기를 끌었다.

## 결성과 활동
남아메리카의 고대 문명에 오랫동안 매료되었던 미카엘 홀름은 고대 세계를 음악의 형태로 기록하고 싶어했다. 1978년에 그는 패스포트라는 이름의 재즈 밴드의 멤버였던 크리스티앙 슐츠를 만나 그들이 같은 음악적, 역사적 흥미를 공유하고 있다는 것을 알게 된다. 그리하여 1979년에 쿠스코가 결성되었고 1980년에는 첫 음반이 발매되었다. 이후 1992년에는 독일의 텔레비전 환경 다큐멘터리인 《시엘만 2000》의 배경 음악을 작곡하기도 하였다. 쿠스코의 음반은 지금까지 약 200만 장 이상이 판매되었다.
- This is a YouTube Channel created by the Cusco Music Fans

## 발매한 음반

### 정규 음반
- Desert Island (1980년)
- CUSCO II (1981년)
- Cool Island (1982년)
- Planet Voyage (1983년)
- Virgin Island (1983년)
- Island Cruise (1984년)
- Apurimac (1985년)
- Concierto de Aranjuez (1986년)
- Tales from a Distant Land (1987년)
- Ring der Delphine (1989년)
- Mystic Island (1989년)
- Water Stories (1990년)
- CUSCO 2000 (1992년)
- CUSCO 2002 (1993년)
- Apurimac II (1994년)
- Choral Christmas (1995년)
- Apurimac III (1997년)
- Ancient Journeys (2000년)
- Inner Journeys (2003년)

### 컴필레이션 음반
- The Magic Sound of Cusco (1988년)
- The Best of CUSCO (1997년)
- The Early Best of Cusco (1999년
- Essential CUSCO:The Journeys (2005년)